# Vlag van Best

vlag van de gemeente Best

De vlag van Best is op 24 april 1962 vastgesteld als de gemeentelijke vlag van de Noord-Brabantse gemeente Best. De vlag werd in het raadsbesluit als volgt beschreven:
Twee horizontale banen van gelijke breedte, de bovenste baan goud en de onderste baan zwart, in het midden over beide banen een ruit van rood, waarin een Latijns kruis van zilver en drie appels van goud boven op de top en de beide armen van het kruis.
Opmerking: de kleur aanduidingen goud resp. zilver dienen geel resp. wit te zijn.
De vlag bestaat uit twee gelijke banen in geel en zwart, met over het geheel in het midden een rode ruit met daarin een wit kruis waarboven drie gele appels zijn geplaatst, in formatie een en twee.
De vlag is afgeleid van het gemeentewapen dat de gemeente al gedurende lange tijd voerde, maar dat pas in 1980 werd verleend. De kleuren geel en zwart is van de toenmalige vlag van de moedergemeente Oirschot. Het kruis en de appels verwijzen naar de heilige Odulphus, schutspatroon van Best. De appels zijn zijn attributen.
De vlag is ontworpen door de toenmalige streekarchivaris des J.P. Rogier.

## Voorgaande vlag (1958)

Vlag van Best (1958-1962)

De voorgaande vlag werd in maart 1958 bij raadsbesluit vastgesteld. Deze was gebaseerd op de kleuren van het nooit officieel verleende eerste wapen van Best, en toonde de heilige Odulphus met een appel in de ene hand en een boek in de andere hand.
Twee even hoge banen van wit en rood met op het midden een groene dwarsbalk, zo dat de lengte van de vlag in drie gelijke delen wordt verdeeld, met op het groen in wit de heilige Odulphus.
Het groen was afgeleid van de kleur van het kerkelijk jaar ten tijde van de vierdag van de heilige. Volgens Sierksma kan de vlag beschouwd worden als de gemeentestandaard, terwijl wit en rood werden aanbevolen voor gemeenteambtenaren.

## Verwante afbeeldingen

Wapen van Best (officieel sinds 1980)
Wapen van Best (officieus, 1821-1980)
Vlag van Oirschot (1962-1997)

Alphen-Chaam · Altena · Asten · Baarle-Nassau · Bergeijk · Bergen op Zoom · Bernheze · Best · Bladel · Boekel · Boxtel · Breda · Cranendonck · Deurne · Dongen · Drimmelen · Eersel · Eindhoven · Etten-Leur · Geertruidenberg · Geldrop-Mierlo · Gemert-Bakel · Gilze en Rijen · Goirle · Halderberge · Heeze-Leende · Helmond · 's-Hertogenbosch · Heusden · Hilvarenbeek · Laarbeek · Land van Cuijk · Loon op Zand · Maashorst · Meierijstad · Moerdijk · Nuenen, Gerwen en Nederwetten · Oirschot · Oisterwijk · Oosterhout · Oss · Reusel-De Mierden · Roosendaal · Rucphen · Sint-Michielsgestel · Someren · Son en Breugel · Steenbergen · Tilburg · Valkenswaard · Veldhoven · Vught · Waalre · Waalwijk · Woensdrecht · Zundert